# Hysiella
Hysiella is een geslacht van rechtvleugeligen uit de familie veldsprinkhanen (Acrididae). De wetenschappelijke naam van dit geslacht is voor het eerst geldig gepubliceerd in 1906 door Bolívar.

## Soorten
Het geslacht Hysiella omvat de volgende soorten:
- Hysiella flavovittata Dirsh, 1965
- Hysiella nigricornis Stål, 1875